# San Antonio Tuk
San Antonio Tuk är en ort i Mexiko.   Den ligger i kommunen José María Morelos och delstaten Quintana Roo, i den östra delen av landet, 1 100 km öster om huvudstaden Mexico City. San Antonio Tuk ligger 32 meter över havet och antalet invånare är 165.
Terrängen runt San Antonio Tuk är mycket platt. Runt San Antonio Tuk är det mycket glesbefolkat, med 5 invånare per kvadratkilometer. Närmaste större samhälle är José María Morelos, 17,3 km väster om San Antonio Tuk. I omgivningarna runt San Antonio Tuk växer i huvudsak städsegrön lövskog.